# Manon Rhéaume
Pour les articles homonymes, voir Rhéaume.
Manon Rhéaume (née le 24 février 1972 à Lac-Beauport au Québec, Canada) est une gardienne de but de hockey sur glace et olympienne canadienne. Elle est la seule femme à avoir joué pour une équipe de la Ligue nationale de hockey (LNH). Son frère, Pascal Rhéaume, fait partie de l'organisation des Devils du New Jersey de la LNH.

## Biographie
Elle fut embauchée à titre d'agent libre par le Lightning de Tampa Bay et disputa un match préparatoire pour le Lightning contre les Blues de Saint-Louis en 1992 et un autre contre les Bruins de Boston en 1993.
Rhéaume est la première femme à jouer un match de Roller Hockey International au cours de l'été 1994, portant les couleurs des Rockin' Rollers du New Jersey. Elle va d'ailleurs aider l'équipe du New Jersey à infliger la première défaite des Phantoms de Pittsburgh 10 buts à 7.
Elle joue par la suite pour plusieurs clubs de ligues mineures ; elle remporta la médaille d'argent avec l'équipe du Canada aux Jeux olympiques de Nagano en 1998.
Elle s'est mariée en juin 1998 et a deux fils.[réf. nécessaire]

## Faits notables
- Première fille à prendre part au Tournoi international de hockey pee-wee de Québec[1].
- Première femme à jouer dans la Ligue de hockey junior majeur du Québec[1].
- Première femme à disputer un match hors-concours de la LNH le 23 septembre 1992 avec le Lightning de Tampa Bay[1].
- Première femme à signer un contrat de hockey professionnel.
- Première femme à gagner un match de Roller Hockey International.

## Honneurs

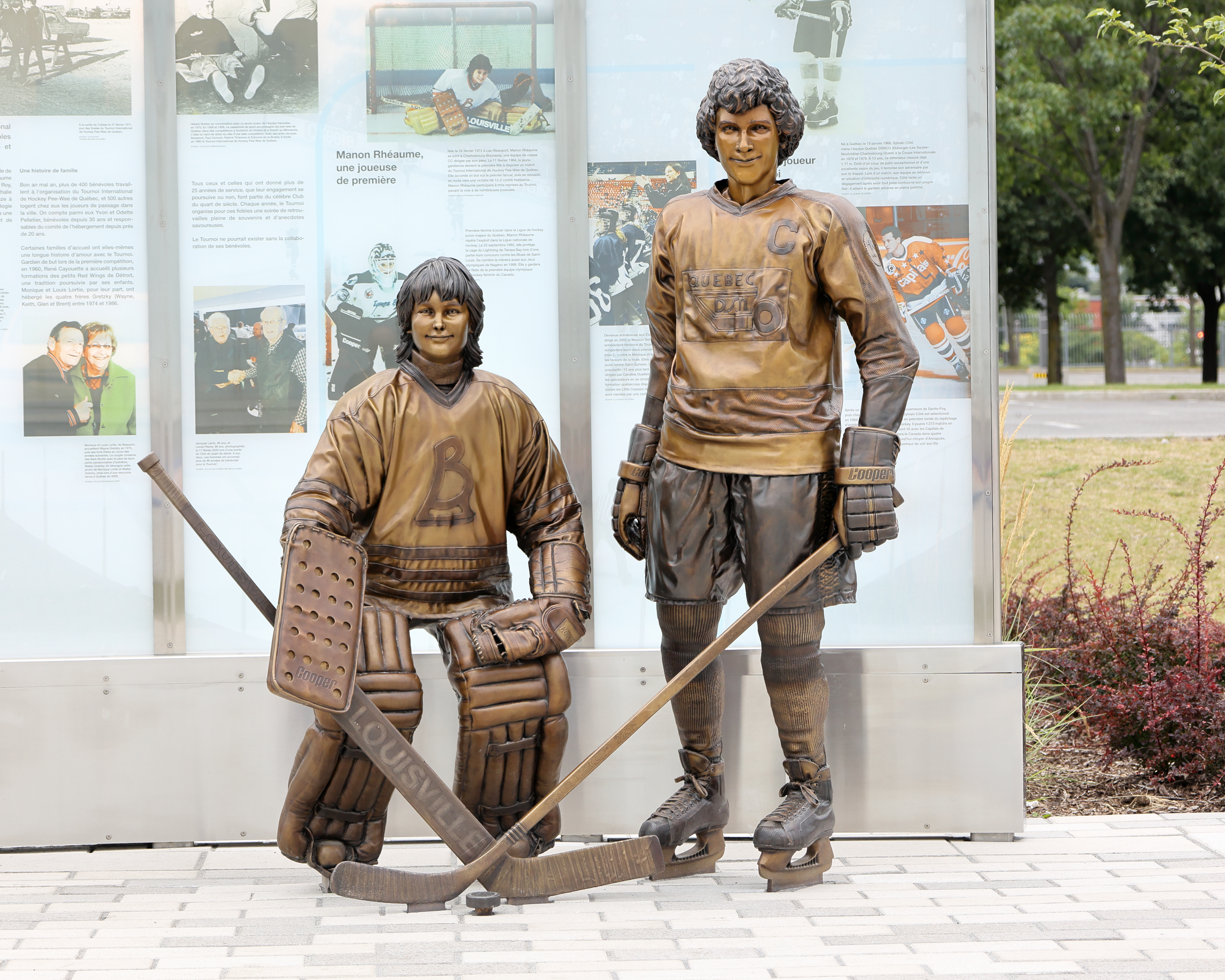
Hommage aux bénévoles du tournoi international de hockey pee-wee de Québec avec la représentation de Manon Rhéaume et de Sylvain Côté présent à la Place-Jean-Béliveau à Québec

- Hommage aux bénévoles du tournoi Pee-Wee de Québec, œuvre de Guillaume D. Cyr (2021) : statues de bronze du défenseur Sylvain Côté et de la gardienne de but Manon Rhéaume, pionnière québécoise du hockey féminin présente à la Place Jean-Béliveau à Québec.